# WASP-4
WASP-4 — звезда в созвездии Феникса на расстоянии приблизительно 851 светового года от нас. Это жёлтый карлик класса G главной последовательности. Звезда немного легче и холоднее Солнца. Она имеет планету класса так называемых горячих юпитеров.

## Планетная система
В 2007 году команда астрономов с помощью телескопа SuperWASP открыла планету WASP-4 b. При её обнаружении был использован транзитный метод. Планета вращается очень близко к родительской звезде — на расстоянии всего 0.023 а. е. (примерно 3.5 млн километров). Один оборот вокруг звезды она делает за 1.34 суток.